# João de Sá
João de Sá (fl. 1497–1514) fue un explorador portugués y escribano que participó en el primer viaje de Vasco da Gama a la India, un hito clave de la Era de los Descubrimientos al establecer la primera ruta marítima directa entre Europa y Asia.

## Participación en el viaje de Vasco da Gama
Sá trabajó como escribano a bordo del São Rafael, comandado por Paulo da Gama, hermano de Vasco. Formó parte de la delegación que acompañó a Vasco da Gama en su primer desembarco en Calicut el 20 de mayo de 1498. Durante el viaje de regreso, el São Rafael fue hundido cerca de la costa africana debido a la falta de tripulación, causada por la alta mortalidad por escorbuto. Sá fue transferido al São Gabriel, que comandó cuando Vasco da Gama permaneció en la isla de Santiago cuidando a su hermano enfermo.  
João de Sá es considerado uno de los posibles autores del Diario del primer viaje de Vasco da Gama, un manuscrito anónimo que relata la expedición. Aunque previamente atribuido a Álvaro Velho, estudios recientes sugieren que Sá, como escribano del viaje, es el autor más probable. 

## Últimos años
Tras su regreso a Portugal, Sá estuvo vinculado con la familia Almeida y ocupó el cargo de tesorero de especias en la Casa da Índia entre 1511 y 1514. En enero de 1512, fue nombrado caballero por carta real.  
La participación de João de Sá en la expedición de Vasco da Gama y su posible contribución al registro de este viaje lo convierten en una figura destacada de la expansión marítima portuguesa.  